# Partido Roque Pérez
Roque Pérez ist ein Partido im Norden der Provinz Buenos Aires in Argentinien. Laut einer Schätzung von 2019 hat der Partido 13.726 Einwohner auf 1.600 km². Der Verwaltungssitz ist die Ortschaft Roque Pérez. Der Partido wurde 1913 von der Provinzregierung geschaffen.